# Apache OpenNLP
Библиотека Apache OpenNLP — это основанный на машинном обучении инструментарий для обработки текста на естественном языке. Библиотека поддерживает наиболее распространенные функции для обработки естественного языка, такие как определение языка , токенизация, сегментация предложений , тегирование частей речи, выделение именованных объектов, разбиение на фрагменты, синтаксический анализ и разбиение по ключевым словам. Решения этих задач обычно требуются для более сложных операции по обработке текста.